# Yhú
Yhú è un centro abitato del Paraguay, situato nel dipartimento di Caaguazú a 230 km dalla capitale del paese, Asunción. Forma uno dei 21 distretti del dipartimento.

## Popolazione
Al censimento del 2002 la località contava una popolazione urbana di 1.999 abitanti (34.737 nel distretto).

## Caratteristiche
Yhú fu fondata nel 1904 da Don Daniel García, proveniente dalla località di Barrero Grande, sulle sponde dell'omonimo affluente del fiume Yguazú. Le attività economiche principali sono l'agricoltura e lo sfruttamento delle risorse forestali.